# Museo de la Guerra de Liberación
El Museo de la Guerra de Liberación (en bengalí: মুক্তিযুদ্ধ যাদুঘর Muktijuddho Jadughôr) es un museo en Segunbagicha, en Daca, capital del país asiático de Bangladés, que conmemora la Guerra de Liberación nacional, lo que condujo a la independencia de Bangladés de Pakistán. El museo abrió sus puertas el 22 de marzo de 1996, y cuenta con más de 10.000 artefactos y objetos expuestos en exhibición en el museo o almacenados en sus archivos. En la actualidad se está reconstruyendo.Las galerías de la planta baja empiezan cubriendo la historia temprana de Bangladés y el movimiento indio de la independencia contra el Raj británico en Bengala. Una importante sección registra los eventos del movimiento de la lengua para el reconocimiento del idioma bengalí en Pakistán, que es considerado como el inicio del movimiento de independencia de Bangladés.